# Christian Mikkelsen
Christian Fredrik Mikkelsen, född 13 december 1990 i Oslo, är en norsk komiker och skådespelare. Han har haft studier vid Ringerike Folkehøgskole (stand-up- och revylinjen) och Universitetet i Bergen (film- och TV-produktionslinjen), och har dessutom en bakgrund inom skolrevyn i hemstaden Oslo. Han är även son till den norska företagsledaren Hilde Merete Aasheim.
Christian Mikkelsen påbörjade sin radiokarriär på Studentradioen i Bergen, och blev under 2013 års upplaga av Prix Radio nominerad till årets radiotalang, detta för sin insats i studentradioprogrammet Vinterhagen. Han var från augusti 2014 till hösten 2015 programledare för helgradioprogrammet Lunsjkake på NRK P3, tillsammans med Line Elvåshagen och Olav Svarstad Haugland. Han gjorde dessutom tillsammans med Martin Beyer-Olsen två säsonger av humorserien Martin og Mikkelsen, som sändes på NRK.